# Pałac w Pawłowicach Wielkich
Pałac w Pawłowicach Wielkich – wybudowany w 1584 r. w Pawłowicach Wielkich.

## Położenie
Pałac położony jest we wsi w Polsce, w województwie dolnośląskim, w powiecie jaworskim, w gminie Wądroże Wielkie.